# Iwo Angelow
Iwo Serafimow Angelow (bulgarisch Иво Серафимов Ангелов; * 15. Oktober 1984 in Pernik) ist ein bulgarischer Ringer. Er wurde 2013 Weltmeister und Europameister im griechisch-römischen Stil im Federgewicht.

## Werdegang
Iwo Angelow begann als Jugendlicher 1997 beim Ringerclub in Lowetsch mit dem Ringen und wechselte später zum bulgarischen Spitzenclub Liteks-Slavia in Sofia. Er wird bzw. wurde von Stojan Dobrew und Bratan Tsenow trainiert. Er konzentriert sich auf den griechisch-römischen Stil, ist verhältnismäßig leicht und ringt deshalb im Bantam- bzw. im Federgewicht. Er startet in der deutschen Bundesliga für TuS Adelhausen.
Iwo Angelow nahm erstmals im Jahre 2000 an einer internationalen Meisterschaft teil. Dabei belegte er bei der Junioren-Europameisterschaft (Cadets) in Bratislava in der Gewichtsklasse bis 42 kg den 4. Platz. Zu Medaillengewinnen kam er im Juniorenalter bei internationalen Meisterschaften nicht. Anders war das bei den Senioren, denn hier gewann er gleich bei seinem ersten Start bei einer internationalen Meisterschaft im Jahre 2005 bei der Europameisterschaft in Warna im Bantamgewicht mit Siegen über Khayal Hasanow aus Aserbaidschan, Thomas Röthlisberger aus der Schweiz und Kristijan Fris, Serbien und einer Niederlage gegen Wiktor Korabljew aus Russland eine Bronzemedaille. Die gleiche Medaille gewann er auch bei der Europameisterschaft 2009 in Vilnius im Federgewicht. Hier siegte er über Krisztian Jäger aus Ungarn, Håkan Nyblom aus Dänemark und Fuad Alijew aus Aserbaidschan und verlor nur gegen den Polen Edward Barsegjan. 2009 startete er auch erstmals bei einer Weltmeisterschaft. In Herning/Dänemark erreichte er aber im Federgewicht nach einem Sieg über Jansel Ramirez (Dominikanische Republik) und einer Niederlage gegen Omid Haji Noroozi (Iran) nur den 17. Platz.
2010 kam er bei der Europameisterschaft in Baku nach einer überraschenden Niederlage gegen Söner Sucu aus Rumänien auf den 10. Platz. Besser schnitt er bei der Weltmeisterschaft dieses Jahres in Moskau ab, denn er kam dort nach einem Sieg über Jansel Ramirez, einer Niederlage gegen Həsən Əliyev (Aserbaidschan), Siegen über Tonimir Sokol aus Kroatien und Ruslan Tümönbajew (Kirgisistan) und einer Niederlage gegen den Kasachen Almat Kebispajew auf einen guten 5. Platz. Die nächste Medaille errang er dann bei der Europameisterschaft 2011 in Dortmund. Dort kam er mit Siegen über Mustafa Saglam (Türkei), Albert Baghumjan Agharzarjan (Spanien), Erik Weiß (Deutschland) und Istvan Kozak (Ungarn) in das Finale, in dem er allerdings gegen Rewas Laschchi aus Georgien unterlag. Eine Medaille errang er auch bei der Weltmeisterschaft 2011 in Istanbul. Er verlor dort zwar gleich seinen ersten Kampf gegen Almat Kebispajew, sicherte sich danach aber mit Siegen über Ruslan Tümönbajew, Carl Anders Ekström, Dänemark und Luis Ignacio Liendo, Venezuela, noch eine Bronzemedaille. Mit dieser Medaille sicherte er sich auch schon einen Startplatz bei den Olympischen Spielen 2012 in London.
2012 errang Iwo Angelow in Belgrad mit Siegen über Eusebiu Diaconu aus Rumänien, Aslan Abdullina (Russland), Irakli Tschotschua (Georgien) und Kamran Mammadow (Aserbaidschan) und einer Niederlage im Finale gegen den Slowaken Istvan Levai wieder eine Silbermedaille bei Europameisterschaften. Bei den Olympischen Spielen konnte er sich den Traum von einer Medaille trotz guter Kämpfe nicht erfüllen. Er kam dort zu einem Sieg über Ellis Coleman (USA), verlor dann gegen Omid Noroozi, siegte über Sheng Jiang (China) und verlor in seinem zweiten Trostrundenkampf gegen seinen Angstgegner Almat Kebispajew und erreichte damit den 7. Platz.
Im März 2013 konnte er dann endlich seinen ersten Titel bei einer internationalen Meisterschaft gewinnen. Er wurde in Tiflis mit Siegen über Lorenzo Gentile (Italien), Kamran Mammadow, Maksim Kacharski (Belarus) und Iwan Kujlakow (Russland) Europameister. Diesem Erfolg fügte er im September 2013 einen noch größeren an, denn er wurde in Budapest mit Siegen über den Kolumbianer Juan Carlos Lopez Asprilla, Kristijan Friis (Serbien), Erward Barsegjan (Polen), Woo Seung-jae (Südkorea) und Iwan Kujlakow auch Weltmeister im Federgewicht. Dabei zehrte er bei seinen Siegen über die fast gleichwertigen Gegner Edward Barsegjan, Woo Seung-jae und Iwan Kujlakow von seiner enormen Erfahrung und seinem ausgeprägten Siegeswillen.
In den folgenden Jahren konnte er an diese Erfolge nicht mehr ganz anknüpfen. Nach längerer Verletzungspause belegte er bei der Weltmeisterschaft 2014 in Taschkent in der Gewichtsklasse bis 59 kg nur den 13. Platz und bei der Weltmeisterschaft 2015 in Las Vegas kam er in der gleichen Gewichtsklasse auf den 8. Platz.
Im April bzw. Mai 2016 verpasste er bei zwei Qualifikations-Turnieren in Ulaan-Baatar und in Istanbul mit einem 5. und einem 16. Platz die Qualifikation für die Olympischen Spiele in Rio de Janeiro klar.
2017 gelang Iwo Angelow aber noch einmal ein Medaillengewinn bei der Europameisterschaft in Novi Sad. In der Gewichtsklasse bis 59 kg kämpfte er sich dort mit Siegen über Hammet Rustem aus der Türkei, Erik Toba, Ungarn und Mingijan Semjonow, Russland bis in das Finale, in dem er allerdings gegen Kristijan Friis aus Serbien verlor.
2018 war er noch einmal bei der Weltmeisterschaft in Budapest am Start. Er verlor dort aber gleich seinen ersten Kampf gegen Haitham Mahmoud Ahmed Fahmy Mahmoud aus Ägypten. Da dieser das Finale nicht erreichte, schied er aus und kam nur auf den 21. Platz.

## Internationale Meisterschaften
| Jahr | Platz | Wettbewerb                                      | Gewichtsklasse | |
| 2000 | 4.    | Junioren-EM (Cadets) in Bratislava              | bis 42 kg KG   | hinter Constantin Bulibasa, Rumänien, Mahmut Gorez, Türkei u. Dimitri Saizew, Ukraine |
| 2001 | 8.    | Junioren-EM (Cadets) in Izmir                   | bis 46 kg KG   | Sieger: Stepan Dudek, Israel, vor Alexei Churdajan, Russland |
| 2002 | 4.    | Junioren-EM (Juniors) in Subotica               | bis 50 kg KG   | hinter Roman Amojan, Armenien, Malchaz Solomonidse, Georgien u. Kristijan Fris, Serbien |
| 2003 | 5.    | „Nikola-Petrow“-Memorial in Sofia               | Bantam         | hinter Bayram Özdemir u. Erkan Yildiz, bde. Türkei, Oleg Kutscherenko, Deutschland u. Boris Ambartsumjan, Russland                                                                                       |
| 2003 | 3.    | „Petko Sirakow - Iwan Iliew“-Memorial in Warna  | Bantam         | hinter Ionuţ Turcu u. Florin Constantin, bde. Rumänien, vor Diarvandi Amin, Iran u. Emil Milew, Bulgarien                                                                                                |
| 2004 | 2.    | „Petko Sikarkow - Iwan Iliew“-Memorial in Warna | Bantam         | hinter Yüksel Atakan, Türkei, vor Apostolos Manoulidis, Griechenland u. Radoslaw Palchew, Bulgarien |
| 2004 | 11.   | Junioren-EM (Juniors) in Murska Sobota          | Bantam         | Sieger: Kristjan Friis vor Gegam Sadajan, Georgien u. Daniel Krimow, Ukraine |
| 2005 | 3.    | Nikola-Petrow"-Turnier in Sofia                 | Bantam         | hinter Bayram Özdemir u. Kristjan Friis |
| 2005 | 3.    | EM in Warna                                     | Bantam         | mit Siegen über Khayal Hasanow, Aserbaidschan u. Thomas Röthlisberger, Schweiz, einer Niederlage gegen Wiktor Korabljow, Russland und seinem Sieg über Kristjan Friis                                    |
| 2005 | 3.    | „Vehbe-Emre“-Memorial in Istanbul               | Bantam         | hinter Asset Amanbajew, Kasachstan u. Erkan Duncu, Türkei |
| 2007 | 7.    | „Nikola-Petrow“-Memorial in Sofia               | Feder          | Sieger: Davor Štefanek, Serbien vor Emil Milew u. Wjatscheslaw Dschaste, Russland |
| 2008 | 1.    | „Dan Kolow“-Memorial in Sofia                   | Feder          | vor Ashraf Meligy El Garaby, Ägypten und Emil Milew, Bulgarien |
| 2009 | 1.    | „Nikola-Petrow“-Memorial in Warna               | Feder          | vor Soner Sudcu, Türkei, Marat Schokarjow, Russland, Edward Barsegjan, Polen u. Emil Milew |
| 2009 | 3.    | EM in Vilnius                                   | Feder          | mit einem Sieg über Krisztian Jäger, Ungarn, einer Niederlage gegen Edward Barsegjan u. Siegen über Håkan Nyblom, Dänemark u. Fuad Alijew, Aserbaidschan                                                 |
| 2009 | 3.    | Großer Preis von Deutschland in Dortmund        | Feder          | hinter Islambek Albijew, Russland, Ilschad Rafutdinow, Usbekistan und Ravinder Singh, Indien |
| 2009 | 17.   | WM in Herning/Dänemark                          | Feder          | nach einem Sieg über Jansel Ramirez, Dominikanische Republik und einer Niederlage gegen Omid Haji Noroozi, Iran                                                                                          |
| 2010 | 3.    | „Vehbi-Emre“-Memorial in Istanbul               | Feder          | hinter Həsən Əliyev und Witali Rahimow, beide Aserbaidschan |
| 2010 | 1.    | „Dan Kolow & Nikola Petrow“-Memorial in Burgas  | Feder          | vor Rumen Sawtschew, Bulgarien, Oleg Drosdow, Russland und Aurelian Leciu, Rumänien |
| 2010 | 8.    | EM in Baku                                      | Feder          | nach einem Sieg über Bernd Trageser, Deutschland und einer Niederlage gegen Söner Sucu, Türkei |
| 2010 | 5.    | WM in Moskau                                    | Feder          | nach einem Sieg über Jansel Ramirez, einer Niederlage gegen Həsən Əliyev, Siegen über Tonimir Sokol, Kroatien und Ruslan Tümönbajew, Kirgisistan und einer Niederlage gegen Almat Kebispajew, Kasachstan |
| 2011 | 6.    | „Dave-Schultz“-Memorial in Colorado Springs     | Feder          | Sieger: Joseph Betterman vor Chad Vandiver, beide USA |
| 2011 | 1.    | „Dan Kolow & Nikola Petrow“-Memorial in Burgas  | Feder          | vor Ügan Tüfenk, Türkei, Oleg Drozko, Russland und Ryu Han-soo, Südkorea |
| 2011 | 2.    | EM in Dortmund                                  | Feder          | nach Siegen über Mustafa Saglam, Türkei, Albert Baghumjan Agharzarjan, Spanien, Erik Weiß, Deutschland und Istvan Kozak, Ungarn und einer Niederlage gegen Rewas Laschchi, Georgien                      |
| 2011 | 3.    | „Wladislaw-Pytlasinski“-Memorial in Radom       | Feder          | hinter Saur Kuragagomedow, Russland und Yerbol Kalabajew, Belarus |
| 2011 | 3.    | WM in Istanbul                                  | Feder          | nach einer Niederlage gegen Almat Kebispajew, Kasachstan und Siegen über Ruslan Tümönbajew, Kirgisistan, Carl Anders Ekström, Dänemark und Luis Ignacio Liendo, Venezuela                                |
| 2011 | 3.    | „Moscow Lights“                                 | Feder          | hinter Rustam Chuchbarow und Maxim Mordowin, beide Russland |
| 2012 | 1.    | „Dan Kolow & Nikola Petrow“-Memorial in Sofia   | Feder          | vor Dawid Karecinski, Polen, Rahman Mradi Baoothesar, Iran und Artur Mkrtchjan, Armenien |
| 2012 | 2.    | EM in Belgrad                                   | Feder          | nach Siegen über Eusebio Diaconu, Rumänien, Aslan Abdullin, Russland, Irakli Tschotschua, Georgien und Kamran Mammedow, Aserbaidschan und einer Niederlage gegen Istvan Levai, Slowakei                  |
| 2012 | 7.    | OS in London                                    | Feder          | nach einem Sieg über Ellis Coleman, USA, einer Niederlage gegen Omid Noroozi, einem Sieg über Sheng Jiang, China und einer Niederlage gegen Almat Kebispajew                                             |
| 2013 | 2.    | „Dan Kolow & Nikola Petrow“-Memorial in Sofia   | Feder          | hinter Rahman Bilici, Türkei, vor Virgil Munteanu, Rumänien |
| 2013 | 1.    | EM in Tiflis                                    | Feder          | nach Siegen über Lorenzo Gentile, Italien, Kamran Mammadow, Maksim Kocharski, Belarus und Iwan Kujlakow, Russland                                                                                        |
| 2013 | 17.   | Wladyslaw-Pytlasinski-Cup in Warschau           | Feder          | Sieger: Edward Barsegjan und Michal Tracz, beide Polen |
| 2013 | 1.    | WM in Budapest                                  | Feder          | nach Siegen über Juan Carlos Lopez Asprilla, Kolumbien, Kristijan Friis, Serbien, Edward Barsegjan, Woo Seung-jae, Südkorea und Iwan Kujlakow                                                            |
| 2014 | 1.    | Wladyslaw-Pytlasinski-Cup in Danzig             | bis 59 kg      | vor Iwan Kujlakow, Dawid Andrzej Ersetic, Polen und Soslan Daurow, Belarus |
| 2014 | 13.   | WM in Taschkent                                 | bis 59 kg      | nach einem Sieg über Albert Baghumjan Aghazarjan, Spanien und einer Niederlage gegen Stig Andre Berge, Norwegen                                                                                          |
| 2015 | 1.    | „Dave-Schultz“-Memorial in Colorado Springs     | bis 59 kg      | vor Alexander Kostadinow, Bulgarien, Mairambek Ainagulow, Kasachstan und Ryan Robert Mango, USA |
| 2015 | 1.    | „Dan-Kolow“ & „Nikola-Petrow“-Memorial in Sofia | bis 59 kg      | vor Alexander Kostadinow, Fatih Ucuncu, Türkei und Virgil Munteanu, Rumänien |
| 2015 | 2.    | „Wladyslaw-Pytlasinski“-Memorial in Warschau    | bis 59 kg      | hinter Mingijan Semjonow, vor Hammet Rustem, Türkei und Alexander Kostadinow |
| 2015 | 8.    | WM in Las Vegas                                 | bis 59 kg      | nach Siegen über Tarik Belmadani, Frankreich, Kristijan Friis, Serbien und Elmurat Tasmuradow, Usbekistan und einer Niederlage gegen Almat Kebispajew, Kasachstan                                        |
| 2016 | 5.    | Olympia-Qualif.-Turnier in Ulaan-Baatar         | bis 59 kg      | hinter Kim Seung-hak, Südkorea, Stig Andre Berge, Norwegen Elmurat Tasmuradow und Rewas Laschchi, Georgien                                                                                               |
| 2016 | 16.   | Olympia-Qualif.-Turnier in Istanbul             | bis 59 kg      | Sieger: Hamid Soryan, Iran vor Jesse David Thielke, USA |
| 2017 | 1.    | „Dan-Kolow“ & „Nikola-Petrow“-Memorial in Russe | bis 59 kg      | vor Hammet Rustem, Taleh Mammadow, Aserbaidschan und Radoslaw Wasiljew, Bulgarien |
| 2017 | 2.    | EM in Novi Sad                                  | bis 59 kg      | nach Siegen über Hammet Rustem, Erik Toba, Ungarn und Mingijan Semjonow, Russland und einer Niederlage gegen Kristijan Friis                                                                             |
| 2018 | 21.   | WM in Budapest                                  | bis 59 kg      | nach einer Niederlage gegen Haithem Mahmoud Ahmed Fahmy Mahmoud, Ägypten |

Erläuterungen
- alle Wettbewerbe im griechisch-römischen Stil
- OS = Olympische Spiele, WM = Weltmeisterschaft, EM = Europameisterschaft
- Bantamgewicht, bis 55 kg und Federgewicht bis 60 kg Körpergewicht (bis 31. Dezember 2013; seit 1. Januar 2014 gilt eine neue Gewichtsklasseneinteilung durch den Ringer-Weltverband FILA)